# Marek Wronko
Marek Wronko (ur. 21 maja 1951 w Łodzi) – polski operator dźwięku.
Dwukrotny zdobywca Nagrody za dźwięk na Festiwalu Polskich Filmów Fabularnych w Gdyni oraz laureat Polskiej Nagrody Filmowej, Orzeł w kategorii najlepszy dźwięk (ponadto jedenastokrotnie nominowany do tej nagrody).

## Filmografia
- Vabank (1981)
- Karate po polsku (1982)
- Seksmisja (1983)
- Vabank II czyli riposta (1984)
- Kingsajz (1987)
- Kroll (1991)
- Poznań 56 (1996)
- Kiler (1997)
- Ciemna strona Wenus (1997)
- Tydzień z życia mężczyzny (1999)
- Kiler-ów 2-óch (1999)
- Weiser (2000)
- Superprodukcja (2002)
- Haker (2002)
- Vinci (2004)
- Nigdy w życiu! (2004)
- Pope John Paul II (2006)
- Ile waży koń trojański? (2008)
- Och Karol 2 (2011)
- Ambassada (2013)
- Wkręceni (2014)
- Panie Dulskie (2015)
- #WszystkoGra (2016)

## Nagrody i nominacje
- 1991 – nominacja do Nagrody za dźwięk w filmie Kroll na Festiwalu Polskich Filmów Fabularnych w Gdyni
- 1996 – Nagroda za dźwięk w filmie Poznań 56 na Festiwalu Polskich Filmów Fabularnych w Gdyni
- 1999 – nominacja do Polskiej Nagrody Filmowej, Orzeł za dźwięk w filmie Ciemna strona Wenus
- 2000 – nominacja do Polskiej Nagrody Filmowej, Orzeł za dźwięk w filmie Tydzień z życia mężczyzny
- 2000 – nominacja do Polskiej Nagrody Filmowej, Orzeł za dźwięk w filmie Kiler-ów 2-óch
- 2001 – Nagroda za dźwięk w filmie Weiser na Festiwalu Polskich Filmów Fabularnych w Gdyni
- 2002 – Polska Nagroda Filmowa, Orzeł za dźwięk w filmie Weiser
- 2003 – nominacja do Polskiej Nagrody Filmowej, Orzeł za dźwięk w filmie Haker
- 2004 – nominacja do Polskiej Nagrody Filmowej, Orzeł za dźwięk w filmie Superprodukcja
- 2005 – nominacja do Polskiej Nagrody Filmowej, Orzeł za dźwięk w filmie Nigdy w życiu!
- 2007 – nominacja do Polskiej Nagrody Filmowej, Orzeł za dźwięk w filmie Pope John Paul II
- 2009 – nominacja do Polskiej Nagrody Filmowej, Orzeł za dźwięk w filmie Ile waży koń trojański?
- 2014 – nominacja do Polskiej Nagrody Filmowej, Orzeł za dźwięk w filmie Ambassada
- 2016 – nominacja do Polskiej Nagrody Filmowej, Orzeł za dźwięk w filmie Panie Dulskie
- 2017 – nominacja do Polskiej Nagrody Filmowej, Orzeł za dźwięk w filmie #WszystkoGra